# GloZell
GloZell, właśc. GloZell Lyneette Simon (z domu Green; ur. 30 lipca 1972 w Orlando) – amerykańska youtuberka i performerka.
W 2008 założyła kanał w serwisie YouTube, na którym publikuje filmy zawierające m.in. parodie znanych piosenek lub informacje na temat swojego życia. W 2016 jej kanał zasubskrybowało ponad 4,3 miliona użytkowników, zaś opublikowane przez nią filmy uzyskały łączny wynik ponad 740 milionów wyświetleń. Do najpopularniejszego nagrania GloZell Green należy film pt. The Cinnamon Challenge... by GloZell and her Big Behind Earrings, na którym wykonuje „cynamonowe wyzwanie”. Wideo uzyskało wynik ponad 49 milionów wyświetleń.
W 2015 przeprowadziła wywiad z prezydentem USA Barackiem Obamą. Rozmowa była transmitowana w serwisie YouTube „na żywo” z Białego Domu.

## Życiorys

### Dzieciństwo i edukacja
Urodziła się w Orlando na Florydzie. Jej imię pochodzi z połączenia imion rodziców: Glorii i Ozella Greenów. Ma siostrę DeOnzell, która jest śpiewaczką operową.
W 1997 ukończyła studia licencjackie na University of Florida na kierunku teatr muzyczny.

### Kariera

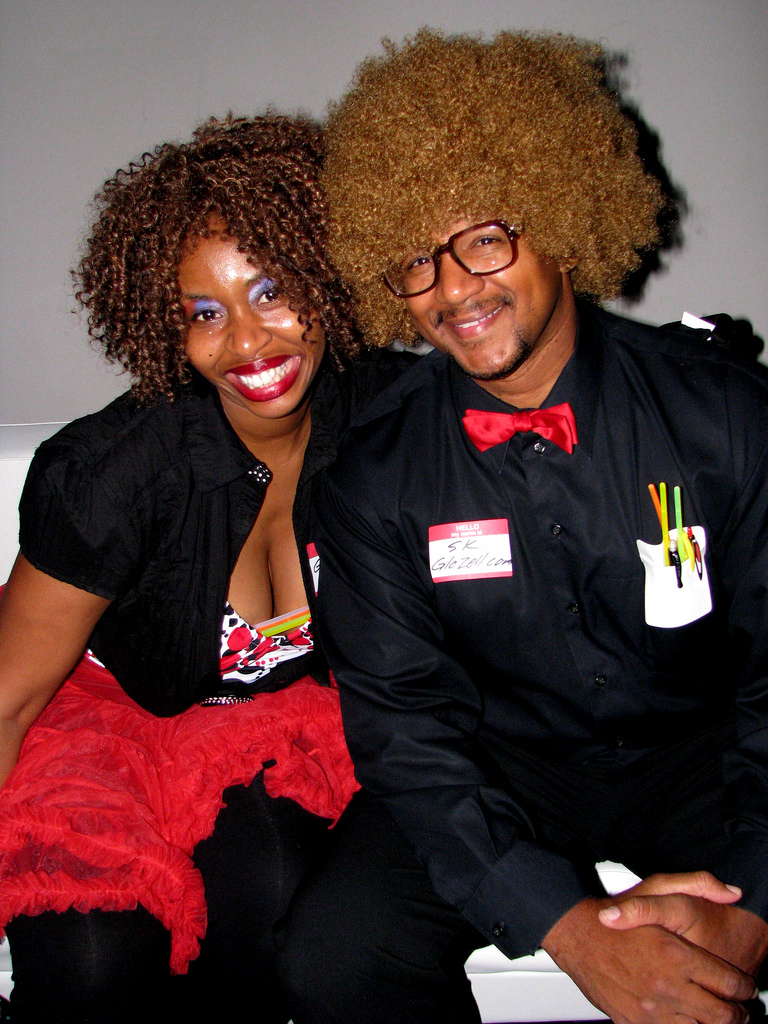
GloZell Green i Kevin „S.K.” Simon, 2008

W 2003 przeprowadziła się do Hollywood, gdzie zamierzała realizować się jako aktorka komediowa i performerka. Występowała w grupie komediowej o nazwie The Groundlings.
W styczniu 2008 uruchomiła swój kanał w serwisie YouTube. Pierwszym filmem, który zapewnił jej internetową rozpoznawalność, było wideo pt. My Push up Bra will help me get my man z czerwca 2008, które uzyskało ponad 20 milionów wyświetleń. Zaczęła nagrywać więcej filmów w formie dziennika, a także wideoparodie znanych piosenkarzy oraz własne interpretacje tekstów piosenek. W 2011 jej nagranie ze spotkania z Elijah Woodem zostało wspomniane przez aktora w programie Jimmy Kimmel Live!. W 2012 opublikowała wideo, w którym wykonuje „cynamonowe wyzwanie”. Nagranie zyskało popularność w sieci, a w lutym trafiło na czwarte miejsce listy najpopularniejszych virali według magazynu „The Guardian”. W tym samym roku zagrała rolę sekretarki Maude „Ma” Cakes w serialu internetowym pt. Dr. Fubalous.
Oprócz działalności na YouTube, występuje w stand-upach. Do tej pory ma na koncie występy na wielu popularnych scenach komediowych. Gościnnie wystąpiła też w programach emitowanych na kanałach The Dr. Oz Show, ABC News i MTV, a artykuły o niej pojawiły się w czasopismach, takich jak m.in. „The Washington Post”, „Los Angeles Times”, „Ebony”, „Cosmopolitan”, „People” i „Forbes”.
W maju 2013 wydała cyfrowo swój debiutancki singiel „Pick Up After Your Dog”, do którego zrealizowała teledysk. W tym samym miesiącu ukazał się jej drugi singiel – „Glozell’s Cinnamon Challenge”. W kwietniu 2014 ukazał się wydała singiel „Don’t Talk to Me Before I Have My Coffee”.

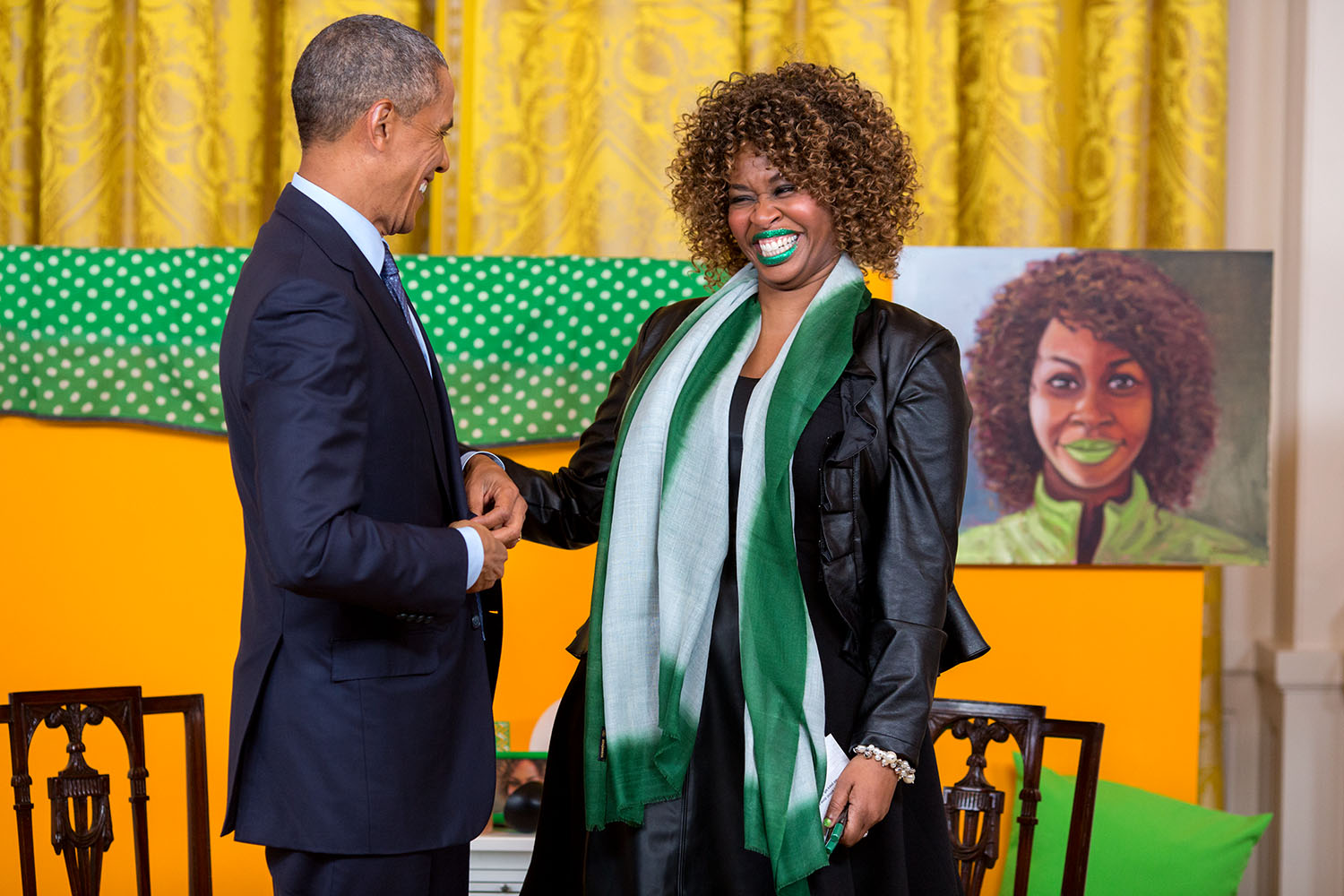
GloZell Green i Barack Obama, styczeń 2015

W styczniu 2015 przeprowadziła wywiad z Barackiem Obamą, prezydentem USA. Cała rozmowa była transmitowana „na żywo” w serwisie YouTube z Białego Domu. W tym samym roku zagrała w filmie Polowanie na drużbów, a także użyczyła swojego głosu postaci Babci Rosiepuff w filmie Trolle.
W czerwcu 2016 wydała swoją książkę autobiograficzną pt. Is You Okay?, którą napisała we współpracy z Nilsem Parkerem.

### Życie prywatne
Mieszka w Los Angeles razem ze swoim menedżerem i mężem Kevinem „S.K.” Simonem, którego poślubiła 9 sierpnia 2013. Mają córkę O’Zell Glorianę De Green Simon (ur. 4 sierpnia 2016), którą urodziła im w szpitalu San Ramon Regional Medical Center matka zastępcza Shawny Johnson.

## Publikacje
- Is You Okay? (2016; książka autobiograficzna, napisana z Nilsem Parkerem)

## Dyskografia

### Single
- 2013 – „Pick Up After Your Dog”
- 2013 – „Glozell’s Cinnamon Challenge”
- 2014 – „Don’t Talk to Me Before I Have My Coffee”

## Filmografia
- 2015: Polowanie na drużbów jako podróżniczka
- 2016: Trolle jako babcia Rosiepuff (głos)